# ديف ستابلتون (لاعب كرة قاعدة)
ديف ستابلتون (بالإنجليزية: Dave Stapleton)‏ هو لاعب كرة قاعدة أمريكي، ولد في 16 أكتوبر 1961 في ميامي في الولايات المتحدة.

## وصلات خارجية
- ديف ستابلتون (لاعب كرة قاعدة) على موقع دوري كرة القاعدة الرئيسي (الإنجليزية)
- ديف ستابلتون (لاعب كرة قاعدة) على موقعبيزبول رفرنس.كوم (الدوري الرئيسي) (الإنجليزية)
- ديف ستابلتون (لاعب كرة قاعدة) على موقعبيزبول رفرنس.كوم (الدوري الثانوي) (الإنجليزية)